# Закон Янте
Закон Янте (дат., норв. janteloven) — устойчивое выражение для объяснения скандинавского склада ума. Имеется в виду сформулированный датско-норвежским писателем Акселем Сандемусе в романе «Беглец пересекает свой след» (издан в 1933 году) свод правил, согласно которому общество не признаёт права своих членов на индивидуальность.
Действие романа происходит в вымышленном городе Янте, населённом в основном рабочими, для которых главной ценностью является социальное равенство. Оно обеспечивается сводом неписаных правил, любая попытка нарушить их наказывается общественным презрением. Писатель утверждал, что прототипом Янте был его родной город Нюкёбинг-Морс.

## Десять правил
1. Не думай, что ты особенный.
2. Не думай, что ты нам ровня.
3. Не думай, что ты умнее нас.
4. Не воображай, что ты лучше нас.

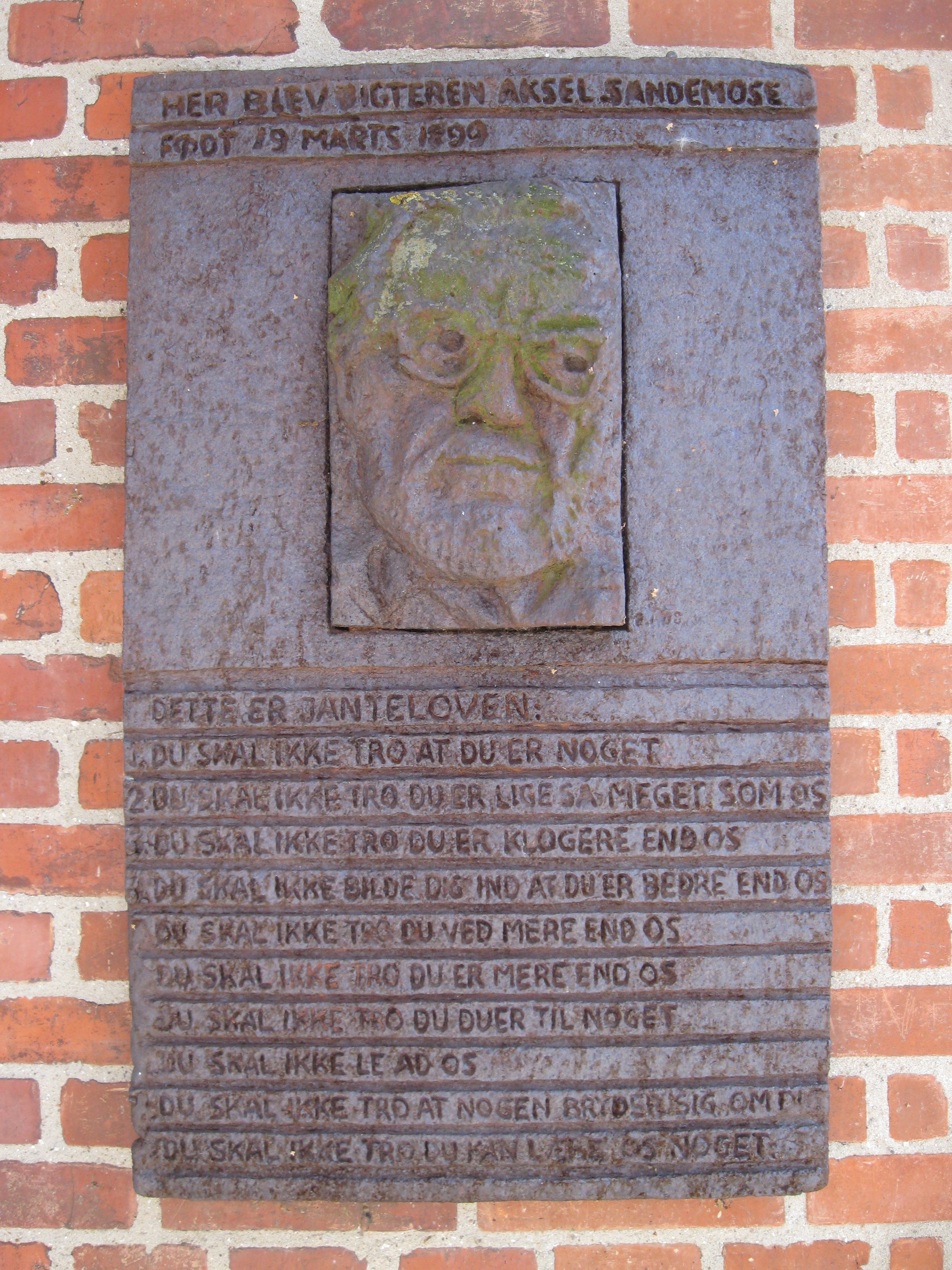
Доска с правилами на датском языке в Нюкёбинг-Морсе

5. Не думай, что ты знаешь больше нас.
6. Не думай, что ты важнее нас.
7. Не думай, что ты на что-то способен.
8. Тебе не следует смеяться над нами.
9. Не думай, что кому-то есть до тебя дело.
10. Не думай, что ты можешь нас чему-то научить.

### Наказание
Кроме того, в романе присутствует одиннадцатое правило, «уголовный закон Янте»:
1. Ты думаешь, мы ничего о тебе не знаем?

Что представляет собой наказание, лучше всего иллюстрирует следующая цитата из главы «Ты думаешь, мы ничего о тебе не знаем»:
Единственная фраза, составляющая уголовный закон Янте, содержит в себе очень многое. Она охватывает всё, и должна быть написана именно так, потому что абсолютно ничего не разрешается. Она также была сформулирована как обвинение, с учётом любых возможных наказаний. К тому же, в зависимости от тональности, её можно было использовать для шантажа или подстрекательства к преступлению, а ещё она могла быть лучшим средством защиты. 